# Spectroscopie vibrationnelle
 (novembre 2024).
Si vous disposez d'ouvrages ou d'articles de référence ou si vous connaissez des sites web de qualité traitant du thème abordé ici, merci de compléter l'article en donnant les références utiles à sa vérifiabilité et en les liant à la section « Notes et références ».
Cet article court présente un sujet plus développé dans : Vibration moléculaire.
On appelle spectroscopie vibrationnelle toute technique de spectroscopie permettant d'obtenir des informations sur les vibrations du milieu étudié, souvent des molécules en solution ou un solide.
[à développer]